# Кубок України з волейболу серед жінок
Кубок України з волейболу серед жіночих команд — щорічний турнір з волейболу серед жіночих команд, який проводиться під егідою Федерації волейболу України (ФВУ). Засновано  1992 року.
Змагання проводяться у два етапи. 16 команд розділено на 4 підгрупи за двома ознаками: територіальній і рейтинговій. Тобто до однієї підгрупи не можуть потрапити більше двох команд, які представляють Суперлігу. До наступного, другого етапу, потрапляють команди, що посіли на першому етапі 1-2 місця в кожній підгрупі.

## Переможниці Кубка України
| Сезон     | Володарки Кубка України            |
| --------- | ---------------------------------- |
| 1991—1992 | Змагання не проводились            |
| 1992—1993 | «Орбіта» (Запоріжжя)               |
| 1993—1994 | «Буревістник-Джинестра» (Одеса)    |
| 1994—1995 | «Галичанка» (Тернопіль)            |
| 1995—1996 | «Керкінітіда» (Євпаторія)          |
| 1996—1997 | «Хімволокно-Спорттех» (Черкаси)    |
| 1997—1998 | «Хімволокно-Тривертон» (Черкаси)   |
| 1998—1999 | «Хімволокно-Круг» (Черкаси)        |
| 1999—2000 | «Хімволокно-Круг» (Черкаси)        |
| 2000—2001 | «Буревістник-Джинестра» (Одеса)    |
| 2001—2002 | «Буревістник-Джинестра» (Одеса)    |
| 2002—2003 | «Буревістник-Джинестра» (Одеса)    |
| 2003—2004 | «Галичанка-Галекспорт» (Тернопіль) |
| 2004—2005 | «Круг» (Черкаси)                   |
| 2005—2006 | «Круг» (Черкаси)                   |
| 2006—2007 | «Круг» (Черкаси)                   |
| 2007—2008 | «Круг» (Черкаси)                   |
| 2008—2009 | «Сєвєродончанка» (Сєвєродонецьк)   |
| 2009—2010 | «Буревістник-Джинестра» (Одеса)    |
| 2010—2011 | «Буревістник-Джинестра» (Одеса)    |
| 2011—2012 | «Волинь» (Луцьк)                   |
| 2012—2013 | «Волинь» (Луцьк)                   |
| 2013—2014 | «Хімік» (Южне)                     |
| 2014—2015 | «Хімік» (Южне)                     |
| 2015—2016 | «Хімік» (Южне)                     |
| 2016—2017 | «Хімік» (Южне)                     |
| 2017—2018 | «Хімік» (Южне)                     |
| 2018—2019 | «Хімік» (Южне)                     |
| 2019—2020 | «Хімік» (Южне)                     |
| 2020—2021 | «Прометей» (Кам'янське)            |
| 2021—2022 | «Прометей» (Кам'янське)            |
| 2022—2023 | «Аланта» (Дніпро)                  |
| 2023—2024 | «Прометей» (Кам'янське)            |
| 2024-2025 | СК «Балта» (Балта)                 |

## Титули
| Місце | Клуб                                     |   |   |   | Всього |
| ----- | ---------------------------------------- | - | - | - | ------ |
| 1     | «Круг» (Черкаси)                         | 8 | 3 | 1 | 12     |
| 2     | «Хімік» (Южне)                           | 7 | 4 | 1 | 12     |
| 3     | «Джинестра» (Одеса)                      | 6 | 4 | 1 | 11     |
| 4     | «Прометей» (Кам'янське)                  | 3 | 0 | 2 | 5      |
| 5     | «Галичанка» (Тернопіль)                  | 2 | 6 | 6 | 14     |
| 6     | «Волинь» (Луцьк)                         | 2 | 0 | 2 | 4      |
| 7     | «Орбіта» (Запоріжжя)                     | 1 | 4 | 7 | 12     |
| 8     | «Сєвєродончанка» (Сєвєродонецьк)         | 1 | 3 | 1 | 5      |
| 9     | «Керкінітіда» (Євпаторія)                | 1 | 1 | 3 | 5      |
| 10    | «Аланта» (Дніпро)                        | 0 | 1 | 0 | 1      |
| 11    | «АФ Олександрія» (Біла Церква)           | 0 | 2 | 1 | 3      |
| 12    | «Хімволокно» (Черкаси)                   | 0 | 1 | 2 | 3      |
| 13    | «Іскра» (Луганськ)                       | 0 | 1 | 1 | 2      |
| 14    | «Локомотив» (Дніпро)                     | 0 | 1 | 0 | 1      |
| 14    | «МХП-Вінниця» (Вінниця)                  | 0 | 1 | 0 | 1      |
| 15    | «Добродій-Медуніверситет-ШВСМ» (Вінниця) | 0 | 0 | 1 | 1      |
| 15    | «Регіна-МЕГУ-ОШВСМ» (Рівне)              | 0 | 0 | 1 | 1      |

## Кращі гравці (MVP)
- 2015–16 –  Анастасія  Крайдуба
- 2016–17 –  Міна Томич
- 2017–18 –  Анастасія  Крайдуба
- 2018–19 –  Дар'я Дрозд
- 2019–20 –  Катерина Дудник
- 2020–21 –  Анастасія  Крайдуба
- 2021–22 –  Богдана Анісова
- 2022–23 –  Катерина Сільченкова
- 2023–24 –  Світлана Дорсман
- 2024–25 –  Ірина Ногіна